# Go-Daigo
Cesarz Go-Daigo (jap. 後醍醐天皇 Go-Daigo tennō; ur. 26 listopada 1288 roku, zm. 19 września 1339) – 96. cesarz Japonii, według tradycyjnego porządku dziedziczenia.
Przed wstąpieniem na tron nosił imię książę Takeharu (jap. 尊治親王 Takeharu-shinnō).
Go-Daigo panował w latach 1318–1339.

## Genealogia
Był drugim synem cesarza Go-Uda.
Synowie:
- książę Moriyoshi (Morinaga) (jap. 護良親王)
- książę Takayoshi (jap. 尊良親王)
- książę Muneyoshi (jap. 宗良親王)
- książę Tsunenaga (Tsuneyoshi) (jap. 恒良親王)
- książę Norihito (jap. 法仁親王)
- książę Nariyoshi (Narinaga) (jap. 成良親王)
- książę Noriyoshi (jap. 義良親王) (cesarz Go-Murakami)
- książę Kaneyoshi (jap. 懐良親王) książę Kanenaga.

## Działalność polityczna
Pod koniec XIII w. sytuacja polityczna Japonii była skomplikowana. Odparcie najazdu mongolskiego pogrążyło Japonię w chaosie. Na początku XIV w. zaczęły się pojawiać sygnały niezadowolenia społecznego. Dwór cesarski w Kioto rozpadał się na zwalczające się frakcje. Na znaczeniu traciły rody Hōjō i Fujiwara. Na pierwszy plan wysunął się ród Ashikaga, który ostatecznie położył kres siogunatowi Kamakura oraz rodowi Hōjō. Ten okres w historii Japonii nosi nazwę restauracji Kemmu.
Cesarz Go-Daigo postanowił wykorzystać tę sytuację i nie dopuścić starszej linii cesarskiej do władzy. W 1331 r. wszczął bunt, tzw. wojnę Genkō, został jednak pokonany i zesłany na wyspę Oki. W 1332 udało mu się uciec i zebrać znaczne siły, w skład których wchodziły oddziały Takaujiego Ashikagi i Yoshisady Nitty. W latach 1334–1336 cesarz Go-Daigo dążył do restauracji władzy cesarskiej, jednak od pierwszej chwili zarysowały się różnice pomiędzy nim a rodem Ashikaga. W 1335 Takauji Ashikaga wystąpił przeciwko Go-Daigo i zajął Kioto. W tym samym roku osadził na tronie cesarza Kōmyō, a w 1338 uzyskał tytuł sioguna. Od tego czasu dynastia cesarska podzieliła się na dwie linie: tzw. dwór północny rezydujący w Kioto i dwór południowy rezydujący w Yoshino, na południe od Kioto.
Mauzoleum cesarza Go-Daigo znajduje się w Nara. Nazywa się ono Tō-no-o no Misasagi.